# Langø, Frederikssund
Langø är en ö i Isefjorden i Danmark.   Den ligger i Frederikssunds kommun i Region Hovedstaden, i den östra delen av landet, 50 km väster om Köpenhamn.